# Islas Coco
Islas Coco es un territorio birmano ubicado en el mar de Andamán. Se trata de varias islas de importancia estratégica situadas en el Océano Índico, políticamente administradas por Birmania, como parte de la división de Yangon.
Geográficamente, forman parte del archipiélago de islas de Andamán y están separadas de la isla Andamán del Norte (India) por un canal de 20 kilómetros (12 millas) de ancho llamado canal Coco. La Bahía de Bengala se encuentra al oeste y el Mar de Andamán, al este de las islas. La parte continental de Birmania está a 300 kilómetros (190 millas) al norte y la isla Preparis, que también forma parte de este archipiélago, a 77 km.
Las Islas Coco consisten en la principal isla de Gran Coco y la isla Pequeño Coco, ambas separadas por el Canal de Alexandra. La isla Tabla, una tercera isla pequeña situada cerca de Gran Coco, que antes albergaba un faro, actualmente está deshabitada.